# Xanthophytum ferrugineum
Xanthophytum ferrugineum là một loài thực vật có hoa trong họ Thiến thảo. Loài này được (DC.) Merr. miêu tả khoa học đầu tiên năm 1937.